# Rüdiger Hermanns
Rüdiger Hermanns (* 27. November 1940 in Frankfurt am Main) ist ein deutscher Politiker (CDU) und war Abgeordneter des Hessischen Landtags.

## Ausbildung und Beruf
Nach dem Abschluss der Volks-, Real- und Handelsschule begann Rüdiger Hermanns April 1957 eine kaufmännische Lehre bei der Firma F. W. Brügelmann Söhne in Frankfurt am Main als Großhandelskaufmann. Unterbrochen vom Wehrdienst arbeitete er dort bis 1963.
1963 übernahm er die Leitung des väterlichen Betriebes Groth & Hermanns OHG, der damals Zulieferer von Stoffen und Sohlen für die Schuhbranche war. Anfang der 1970er Jahre stellte er die Tätigkeit der Firma auf die Textilbranche um, die seitdem die Bekleidungsindustrie mit Stoffen beliefert. 1981 wurde die Firma in eine GmbH umgewandelt, deren geschäftsführender Hauptgesellschafter er bis heute ist.
1995 gründete die Firma Groth & Hermanns GmbH zusammen mit der französischen Textilfirma Blanchin S.A. in Dreieich eine Tochterfirma, die Blanchin Textil GmbH. Diese ist mittlerweile ein Spezialist für gewebte Futterstoffe in Europa. Beide Firmen beschäftigen heute acht Mitarbeiter sowie zahlreiche Agenten im In- und Ausland.
2016 gründete er die neue Firma Profi-Band GmbH als Servicepartner umfangreicher Lösungs- und Konfektionsmöglichkeiten, im Bereich modischer und technischer Bänder für die Bekleidungsindustrie.
Rüdiger Hermanns ist evangelisch, verheiratet, hat zwei Kinder und fünf Enkelkinder. In Dreieich arbeitet er als aktives wie passives Mitglied in vielen Vereinen und Vereinigungen mit.

## Politik
1976 trat Rüdiger Hermanns in die CDU in Sprendlingen (heute Teil der Stadt Dreieich) ein. Für die CDU arbeitete bzw. arbeitet er in zahlreichen politischen Ämtern mit. So war er 1976–1982 Vorsitzender des Ortsverbandes Sprendlingen, 1982–2003 Stadtverbandsvorsitzender der CDU Dreieich, und seit 1985 ist er stellvertretender Kreisvorsitzender der CDU Offenbach Land.
Von 1981 bis 2006 war Hermanns Stadtverordneter der CDU Dreieich und von 1998 bis 2006 Fraktionsvorsitzender der CDU. Zugleich war Rüdiger Hermanns in den Jahren 1981–1988 Mitglied des Kreistages in Offenbach.
Seit dem 30. September 1988 war Hermanns gewählter Abgeordneter im Hessischen Landtag. Zwischen 1991 und 2003 gewann er 4-mal den Wahlkreis Offenbach Land I. Im Landtag war er 1988–2003 Mitglied im Innenausschuss des Hessischen Landtags und ab 1988 Mitglied im Ausschuss für Wirtschaft und Verkehr des Hessischen Landtags.
Er war 1995–1999 Sprecher der CDU-Fraktion im Hessischen Landtag für die Verwaltungsreform und ab 1999 Vorsitzender des Ausschusses für Wirtschaft und Verkehr im Hessischen Landtag.
Sowohl 1999 als auch 2003 war Hermanns Mitglied der 11. bzw. 12. Bundesversammlung.
Mit Wirkung zum 29. Oktober 2006 schied Rüdiger Hermanns aus gesundheitlichen Gründen aus dem Landtag aus. Sein Nachfolger wurde Hartmut Honka.